# Товарищество южнорусских художников
Товарищество южнорусских художников (сокр. ТЮРХ) — общество любителей художественного искусства юга Российской империи. Имело статус Независимого творческого объединения одесских художников.

## История
Было создано в Одессе в 1890 году по инициативе группы одесских художников, в числе которых были А. А. Попов, К. К. Костанди и другие. ТЮРХ стало центром художественной и культурной жизни художников юга Российской империи того времени.
До 1919 года каждую осень товарищество проводило свои выставки, на которых выставлялись работы многих художников, входящих в товарищество: К. Костанди, Е. Буковецкого, Н. Околович, П. Нилуса, Н. Кузнецова, А. Попова, П. Ганского, Г. Головкова, Т. Дворникова, Б. Эдуардса, А. Кобцева. Также на этих выставках показывали свои произведения выдающиеся художники Российской империи И. Айвазовский, И. Левитан, И. Репин, В. Серов и многие другие.
Товарищество просуществовало до 1922 года. В 1922 году на базе ТЮРХ было основано художественное объединение — Общество имени К. К. Костанди, возглавлявшего товарищество с 1902 по 1921 год.
Традиции ТЮРХ имеют продолжение в творчестве современных одесских художников.

Дореволюционная фотография Товарищества южнорусских художников